# Bursas do joelho
As bursas do joelho são sacos cheios de líquido e bolsas sinoviais que circundam a cavidade da articulação do joelho. As bursas têm paredes finas e são preenchidas com líquido sinovial . Eles representam o ponto fraco da articulação, mas também fornecem ampliações para o espaço articular. Elas podem ser agrupadas em bursas comunicantes e não comunicantes ou, conforme sua localização - frontal, lateral ou medial.

## Frontal

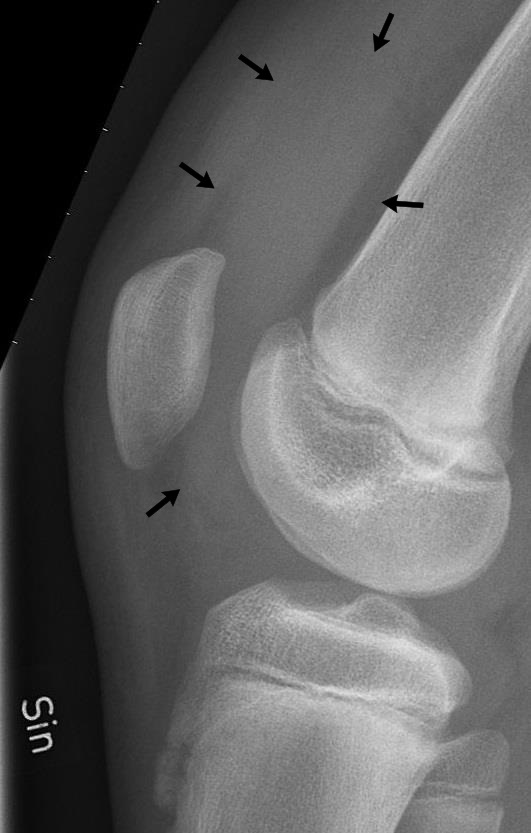
Radiografia do joelho de um menino de 12 anos, com derrame no joelho estendendo-se para a bolsa suprapatelar

Na parte da frente do joelho existem cinco bursas:
1. a bursa suprapatelar ou recesso entre a superfície anterior da parte inferior do fêmur e a superfície profunda do quadríceps femoral.[2] Ela permite o movimento do tendão do quadríceps sobre a extremidade distal do fêmur. Em cerca de 85% dos indivíduos, essa bursa se comunica com a articulação do joelho. A distensão desta bursa é geralmente uma indicação de derrame no joelho .[3]
2. a bursa pré-patelar entre a patela e a pele  Permite o movimento da pele sobre a patela subjacente.
3. a bursa infrapatelar profunda entre a parte superior da tíbia e o ligamento patelar. Ele permite a movimentação do ligamento patelar sobre a tíbia.[4]
4. a bursa infrapatelar subcutânea (ou superficial) entre o ligamento patelar e a pele.
5. a bursa pré-tibial entre a tuberosidade tibial e a pele. Permite o movimento da pele sobre a tuberosidade tibial.

## Lateral
Existem quatro bursas laterais ao joelho:
1. a bursa (subtendinosa) do gastrocnêmio lateral  entre a cabeça lateral do gastrocnêmio e a cápsula articular do joelho
2. a bursa fibular entre o ligamento colateral lateral (fibular) e o tendão do bíceps femoral
3. a bursa fibulopoplítea entre o ligamento colateral fibular e o tendão do músculo poplíteo
4. e o recesso subpoplíteo (ou bursa) entre o tendão do poplíteo e o côndilo lateral do fêmur

## Medial
Existem cinco bursas mediais no joelho:
1. a bursa (subtendinosa) do gastrocnêmio medial entre a cabeça medial do gastrocnêmio e a cápsula articular[2]
2. a bursa anserina entre o ligamento colateral medial (tibial) e a "pata de ganso" - os tendões conjugados dos músculos sartório, grácil e semitendíneo .
3. a bursa semimembranosa entre o ligamento colateral medial e o tendão do músculo semimembranoso
4. uma bursa entre o tendão do semimembranoso e a cabeça da tíbia[5]
5. e, ocasionalmente, uma bursa entre os tendões do semimembranoso e do semitendíneo